# Nodi negre
El nodi negre (Anous minutus) és un ocell marí de la família dels estèrnids (Sternidae) o bé de la dels làrids (Laridae) segons altres autors.

## Descripció
- Fa una llargària de 33 – 36 cm, amb una envergadura de 71 cm.
- Plomatge de color general gairebé negre amb la part superior. També és blanc al voltant dels ulls.
- Bec negre i potes marrons.

## Hàbitat i distribució
Crien a illes, en arbres o matolls, mentre en hivern tenen hàbits pelàgics. S'estenen de manera ampla pel Carib, i les zones tropicals de l'Atlàntic i el Pacífic.